# Bafina
Bafina est une localité située dans le département de Barsalogho de la province du Sanmatenga dans la région Centre-Nord au Burkina Faso.

## Géographie
Bafina se trouve à un kilomètre de Guiendbila – auquel il est administrativement rattaché –, et à environ 35 km au nord-est de Barsalogho, le chef-lieu du département.

## Histoire
Le 2 mai 2018, le village subit une attaque terroriste par un groupe djihadiste armé qui kidnappe les enseignants du village et incendie l'école avant de poursuivre leurs exactions contre les commerces et le marché de Guiendbila ainsi que le siège du groupe d'autodéfense Koglweogo,.

## Éducation et santé
Le centre de soins le plus proche de Bafina est le centre de santé et de promotion sociale (CSPS) de Guiendbila tandis que le centre médical avec antenne chirurgicale (CMA) se trouve à Barsalogho et le centre hospitalier régional (CHR) à Kaya.
Bafina possède une école primaire publique.